# Panhandle de l'Oklahoma

La queue de poêle de l’Oklahoma

La queue de poêle de l’Oklahoma (Oklahoma Panhandle), constitue l’extrémité occidentale de l’État américain de l'Oklahoma. Ce corridor géographique, en anglais panhandle (« queue de poêle ») comprend les comtés de Cimarron, de Texas et de Beaver. Comprise entre les 100e et les 103e méridien ouest et entre les 36,5e et 37e parallèle nord, elle forme la partie oklahomane des Hautes plaines (en), une vaste région semi-aride et peu peuplée. L'Oklahoma Panhandle ne compte que 28 751 habitants,, pour 14 728 km2 (moins de 2 hab./km²), soit 0,73 % de la population de l’État sur 8,28 % du territoire.

## Géographie
La panhandle de l'Oklahoma est bordée de nos jours par les États du Kansas et du Colorado au nord, du Nouveau-Mexique à l’ouest et du Texas au sud. La principale ville est Guymon, dans le comté de Texas. Le point culminant de l’Oklahoma, Black Mesa (1 516 mètres), se trouve également dans la panhandle.

## Histoire

Le, frontière établie par le compromis du Missouri entre États esclavagistes au sud (en rouge) et abolitionniste au nord (en bleu) : aucun nouvel État rejoignant l'Union situé au nord de ce parallèle ne pourra être esclavagiste.

La panhandle de l'Oklahoma est l'une des conséquences du compromis de 1850, un accord politique entre États abolitionnistes au Nord et esclavagistes au Sud, censé notamment régler les problèmes de l'entrée de nouveaux États dans l'Union, en particulier la Californie et le Texas. La règle établie précédemment en 1820, le compromis du Missouri, interdisait l'esclavage à tout nouvel État au nord du parallèle 36°30′ nord (en) entrant dans l'Union. Or le Texas, État esclavagiste qui a rejoint l'Union depuis 1845, possède des territoires au nord de ce parallèle. Le compromis de 1850 les répartit entre le vaste territoire non organisé existant à l'ouest du Mississippi depuis 1821 et les nouveaux territoires de l'Utah et du Nouveau-Mexique. Une bande de terre n'est cependant attribué à aucun État ou territoire déjà existant. Pendant 40 ans, elle est connue sous le nom de Bande neutre, de No Man's Land ou de Bande de terre publique avant d'être intégrée au territoire de l'Oklahoma en tant que comté en 1890. Le comté de Beaver, qui comprenait l'ensemble de la panhandle, est divisé en trois comtés lorsque l'Oklahoma rejoint l'union en 1907.

## Démographie
| Groupes           | Panhandle de l'Oklahoma | Oklahoma | États-Unis |
| ----------------- | ----------------------- | -------- | ---------- |
| Blancs            | 54,8                    | 63,5     | 61,6       |
| Autres            | 23,2                    | 5,7      | 8,7        |
| Métis             | 14,5                    | 12,8     | 10,2       |
| Afro-Américains   | 3,6                     | 7,3      | 12,4       |
| Amérindiens       | 2,2                     | 8,4      | 1,1        |
| Asiatiques        | 1,7                     | 2,3      | 6          |
| Total             | 100                     | 100      | 100        |
|                   |                         |          |            |
| Latino-Américains | 44,2                    | 11,9     | 18,7       |

## Politique
La panhandle de l'Oklahoma est l'une des régions les plus républicaines des États-Unis et ses électeurs se sont singularisés lors de plusieurs scrutins : par exemple à l'occasion de l'élection gouvernorale de 2006 (en), ils ont été les seuls à voter pour le candidat républicain Ernest Istook (en) (lui accordant 58,1 % de leurs suffrages exprimés) alors que le reste de l'Oklahoma a largement (66,9 %) plébiscité Brad Henry, le gouverneur démocrate sortant.
| Élection | Démocrates | Républicains | Autres  |
| -------- | ---------- | ------------ | ------- |
| 1912     | 40,69 %    | 41,19 %      | 18,12 % |
| 1916     | 51,84 %    | 32,56 %      | 15,60 % |
| 1920     | 37,86 %    | 56,24 %      | 5,90 %  |
| 1924     | 43,03 %    | 45,56 %      | 11,41 % |
| 1928     | 28,56 %    | 70,27 %      | 1,17 %  |
| 1932     | 71,98 %    | 28,02 %      |         |
| 1936     | 69,35 %    | 30,14 %      | 0,51 %  |
| 1940     | 53,65 %    | 45,62 %      | 0,73 %  |
| 1944     | 48,26 %    | 51,08 %      | 0,66 %  |
| 1948     | 58,05 %    | 41,95 %      |         |
| 1952     | 29,62 %    | 70,38 %      |         |
| 1956     | 36,21 %    | 63,79 %      |         |
| 1960     | 27,95 %    | 72,05 %      |         |
| 1964     | 42,74 %    | 57,26 %      |         |
| 1968     | 20,29 %    | 63,20 %      | 16,51 % |
| 1972     | 14,73 %    | 80,26 %      | 5,01 %  |
| 1976     | 41,37 %    | 57,22 %      | 1,41 %  |
| 1980     | 20,76 %    | 76,92 %      | 2,32 %  |
| 1984     | 15,95 %    | 83,39 %      | 0,66 %  |
| 1988     | 26,39 %    | 72,44 %      | 1,17 %  |
| 1992     | 21,49 %    | 58,70 %      | 19,81 % |
| 1996     | 22,49 %    | 69,09 %      | 8,42 %  |
| 2000     | 16,45 %    | 82,63 %      | 0,92 %  |
| 2004     | 14,31 %    | 85,69 %      |         |
| 2008     | 13,41 %    | 86,59 %      |         |
| 2012     | 13,14 %    | 86,86 %      |         |
| 2016     | 12,14 %    | 83,25 %      | 4,61 %  |
| 2020     | 13,18 %    | 85,01 %      | 1,81 %  |